# Sara Larsson (Schwimmerin)
Sara Larsson (* 1983 in Borlänge) ist eine ehemalige schwedische Schwimmerin.

## Sportliche Laufbahn
Larsson nahm von 2003 bis 2005 an internationalen Wettkämpfen teil. Im Jahr 2001 und im März 2004 wurde sie schwedische Meisterin über 200 Meter Brust. Mit Bronze gewann sie bei den Kurzbahnweltmeisterschaften 2004 in Indianapolis mit der 4 × 100-m-Lagenstaffel ihre einzige internationale Medaille. Bei denselben Weltmeisterschaften erreichte sie über 200 Meter Brust den neunten Platz und über 100 Meter Brust den zwölften Platz in den Halbfinalläufen.
Bei den Schwimmeuropameisterschaften 2004 in Madrid erreichte Larsson über 200 Meter Brust den siebten Platz im Finale und über 100 Meter Brust den zwölften Platz in den Halbfinalläufen.
Im Oktober 2007 schwamm Larsson zum letzten Mal für ihren Verein Ludvika SS.